# Michele Rajna
Michele Rajna (Sondrio, 28 de setembre de 1854 - Teglio, 29 de setembre de 1920) fou un matemàtic i astrònom italià.
Nasqué a Sondrio, fill d'Eugenio Paolo Rajna i Costanza Simonetta, en una antiga família de la Valtellina; el seu germà gran fou el filòleg Pio Rajna. Va estudiar intern al collegio Ghislieri de Pavia i després de graduar-se a la Universitat de Pavia el 1878 va ingressar immediatament a l'Observatori Astronòmic de Brera (Milà) com a deixeble de Giovanni Schiaparelli i del seu successor Giovanni Celoria. El 1903 va guanyar la càtedra d'Astronomia de la Universitat de Bolonya després de rebutjar, el 1897, el nomenament a la Universitat de Palerm per no haver de deixar l'observatori de Milà. Posteriorment se li va encomanar la direcció de l'Observatori Astronòmic de Bolonya, que va intentar, sense èxit, traslladar a una posició més adequada en un turó proper fora de la ciutat; la nova construcció a Loiano no es faria fins a 1933.
La seva recerca fou sobre l'astronomia geodètica i la correlació entre magnetisme terrestre i activitat solar i els asteroides. Tingué també un interès en la divulgació científica amb publicacions en diaris i revistes.
Rajna va ser membre de l'Accademia dei Lincei, de l'Acadèmia de Ciències de Bolonya, i de la Société astronomique de France i la Deutsche Astronomische Gesellschaft.